# Petrochromis trewavasae
Petrochromis trewavasae är en fiskart som beskrevs av Poll, 1948. Petrochromis trewavasae ingår i släktet Petrochromis och familjen Cichlidae. IUCN kategoriserar arten globalt som livskraftig.

## Underarter
Arten delas in i följande underarter:
- P. t. trewavasae
- P. t. ephippium